# Résistance

Symbolem hnutí byl Croix de Lorraine

Résistance (francouzsky Résistance intérieure française) bylo francouzské hnutí odporu proti německé okupaci na severu a kolaborantské vichistické vládě na jihu v letech druhé světové války. Označuje domácí odboj, na rozdíl od zahraniční Svobodné Francie.
Začalo se organizovat prakticky ihned poté, kdy maršál Philippe Pétain v roce 1940 uzavřel s nacistickým Německem příměří.

## Historie a činnost

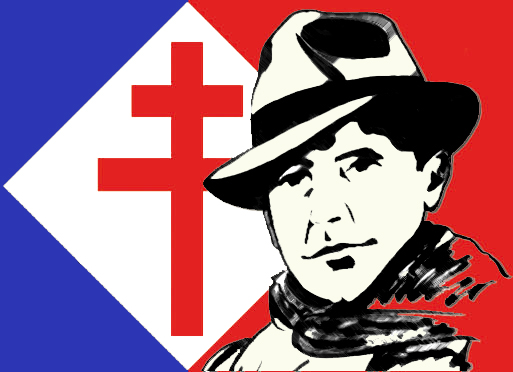
Logo Résistance française (Jean Moulin a Croix de Lorraine)

V roce 1940 začaly v Paříži první studentské manifestace proti německé okupaci a vládě ve Vichy, která byla ustavena jako orgán spolupráce s německou vládou a v jejímž čele stál maršál Philippe Pétain.
V roce 1942 gaullisté z Londýna a členové hnutí odporu koordinovali své akce proti rostoucím německým a vládním represím. Posílení organizace nastalo po sjednocení politických sil hnutí odporu: delegát de Gaulla Jean Moulin, schopný organizátor, se stal předsedou rady hnutí odporu, jejíž součástí byly aktivní politické síly: komunisté, socialisté, radikálové, křesťanští demokraté, republikáni. Teprve v roce 1944 vznikly Francouzské vnitřní síly. V posledním roce okupace došlo ke značnému nárůstu bojových akcí, sabotáží a diverze.
Ve Francii bylo hnutí podřízeno výboru Svobodné Francie v Londýně, které řídil Charles de Gaulle a který působil jako francouzská exilová vláda. Členové tohoto hnutí organizovali pomoc válečným zajatcům, propagandu, sabotáže, diverzi a ozbrojené akce za podpory spojeneckých států.
Podobnou činnost vedlo také komunistické partyzánské hnutí.

## Organizace
- Armée secret (AS, Tajná armáda) – gaullisté
  - Combat (Henri Frenay a Berty Albrechtová)
  - Libération-Sud (Emmanuel d'Astier de La Vigerie)
  - Franc-Tireur (Jean-Pierre Lévy)
- Organisation de résistance de l'armée (ORA, Organizace armádního odporu) – giraudisté (gen. Henri Giraud)
- Francs-tireurs et partisans (FTP/FTPF, partizáni) – komunisté (Charles Tillon)

Hlavní síly odporu se v únoru 1944 sjednotily pod názvem Forces françaises de l'intérieur (FFI, Domácí francouzské ozbrojené síly) a s postupným osvobozováním Francie byly na podzim 1944 sloučeny s regulérní francouzskou armádou.